# Israël op de Olympische Winterspelen 2014
Israël was een van de landen die deelnam aan de Olympische Winterspelen 2014 in Sotsji, Rusland. Vijf deelnemers (vier mannen en een vrouw) vertegenwoordigden hun vaderland op deze editie van de Winterspelen.

## Deelnemers en resultaten
(m) = mannen, (v) = vrouwen 

### Alpineskiën
De geboren Belg Virgile Vandeput nam niet aan de olympische wedstrijden deel als gevolg van een in de training voor de reuzenslalom opgelopen blessure.
| Olympiër         | Onderdeel        | Resultaat | Prestatie    |
| ---------------- | ---------------- | --------- | ------------ |
| Virgile Vandeput | reuzenslalom (m) | DNS       | niet gestart |
| Virgile Vandeput | slalom (m)       | DNS       | niet gestart |

### Kunstrijden
| Olympiër                              | Onderdeel | Resultaat | Prestatie                                    |
| ------------------------------------- | --------- | --------- | -------------------------------------------- |
| Oleksij Bytsjenko                     | Mannen    | 21e       | 177.06 (korte kür: 62.44, vrije kür: 114.62) |
| Andrea Davidovich Evgeni Krasnopolski | Paren     | 15e       | 147.73 (korte kür: 53.38, vrije kür: 94.35)  |

### Shorttrack
| Olympiër          | Onderdeel  | Resultaat | Prestatie             |
| ----------------- | ---------- | --------- | --------------------- |
| Vladislav Bykanov | 500 m (m)  | 19e       | heat 1: 1.41,769 (3e) |
| Vladislav Bykanov | 1000 m (m) | 24e       | heat 3: 1.27,796 (3e) |
| Vladislav Bykanov | 1500 m (m) | 25e       | heat 2: 2.21,163 (4e) |